# アクシェヒル
アクシェヒル（Akşehir）は、トルコの都市、および中央アナトリア地方のコンヤ県に属する地区の名称（District）。コンヤの北西105kmの地点に位置し、8km北にはアクシェヒル湖が存在する。2012年の人口調査では、アクシェヒル地区の人口は94,575人、アクシェヒルの町の人口は62,054人。

## 地名の語源
アクシェヒルはトルコ語の白を意味する「ak」と町を意味する「şehir」を合成した地名で、「白い町」を意味する。ローマ帝国、東ローマ帝国（ビザンツ帝国）の時代には、フィロメリウム（Philomelium）、フィロメリオン（Philomelion）という名前で呼ばれていた。

## 地理、気候
アクシェヒルはスルタン山脈北側の肥沃な平野部の端に位置している。夏は冷涼で乾燥し、冬は寒く積雪量も多いが、アナトリア半島西部の地中海性気候の影響を受けているため、比較的温暖で降雨量も多い。郊外では気候と肥沃など土壌を利用した穀物、ブドウ類の栽培、ウシやヒツジといった家畜の飼育が行われている。
| アクシェヒルの気候     | アクシェヒルの気候 | アクシェヒルの気候 | アクシェヒルの気候 | アクシェヒルの気候 | アクシェヒルの気候 | アクシェヒルの気候 | アクシェヒルの気候 | アクシェヒルの気候 | アクシェヒルの気候 | アクシェヒルの気候 | アクシェヒルの気候 | アクシェヒルの気候 | アクシェヒルの気候 |
| 月                     | 1月                | 2月                | 3月                | 4月                | 5月                | 6月                | 7月                | 8月                | 9月                | 10月               | 11月               | 12月               | 年                 |
| ---------------------- | ------------------ | ------------------ | ------------------ | ------------------ | ------------------ | ------------------ | ------------------ | ------------------ | ------------------ | ------------------ | ------------------ | ------------------ | ------------------ |
| 平均最高気温 °C （°F） | 5 (41)             | 7 (44)             | 11 (51)            | 16 (60)            | 21 (69)            | 25 (77)            | 28 (82)            | 28 (82)            | 25 (77)            | 18 (64)            | 13 (55)            | 7 (44)             | 17 (62.2)          |
| 平均最低気温 °C （°F） | −2 (28)            | −1 (30)            | 1 (33)             | 5 (41)             | 9 (48)             | 12 (53)            | 14 (57)            | 14 (57)            | 10 (50)            | 6 (42)             | 2 (35)             | 0 (32)             | 5.8 (42.2)         |
| 降水量 mm （inch）     | 71 (2.8)           | 66 (2.6)           | 69 (2.7)           | 69 (2.7)           | 56 (2.2)           | 46 (1.8)           | 18 (0.7)           | 13 (0.5)           | 18 (0.7)           | 48 (1.9)           | 56 (2.2)           | 80 (3)             | 610 (23.8)         |
| 出典：Weatherbase      |                    |                    |                    |                    |                    |                    |                    |                    |                    |                    |                    |                    |                    |

## 歴史
紀元前1800年頃に町はヒッタイトの支配下に入り、次いでフリギア、リュディア、ローマ帝国の支配を受ける。ローマ帝国の政治家キケロがキリキア地方に向かう途上で記した書簡の中に、フィロメリウムについての記述が存在する。
フィロメリオンは東ローマ帝国とルーム・セルジューク朝の抗争において重要な役割を演じた。ルーム・セルジューク朝、カラマン侯国の支配を経て、1447年にアクシェヒルはオスマン帝国に編入された。歴史家シャラフッディーン・アリー・ヤズディーは、オスマン皇帝バヤズィト1世がアンカラの戦いの後にアクシェヒルで没したと伝えている。

## 産業
小麦粉、飼料、食料品、金属製品、ガラス・プラスチック製品の製造が行われている。

## 観光
町の観光名所として墓廟、邸宅が挙げられる。トルコ民話の頓知話の主人公ナスレッディン・ホジャの霊廟とされる建物が郊外に建立されており、ホジャにちなんだ祝祭や催しが開かれている。毎年7月5日から7月10日の間にはコンサートや社会活動など、アクシェヒルの著名な居住者であるナスレッディン・ホジャを記念した行事が実施される。
1919年からの祖国解放戦争（希土戦争）の際に一時的にアクシェヒルに西部戦線総司令部が設置され、総司令部跡の建物は博物館として再利用されている。
過去の建築遺産に恵まれたアクシェヒルは、ノリッジに本部を置く歴史ある町および地域の欧州協会（European Association of Historic Towns and Regions, EAHTR）の加盟都市となっている